# Armadillidium pelagicum
Armadillidium pelagicum är en kräftdjursart som beskrevs av Arcangeli 1957. Armadillidium pelagicum ingår i släktet Armadillidium och familjen klotgråsuggor. Inga underarter finns listade i Catalogue of Life.